# Пешина (футбольный клуб)
«Пешина» — итальянский футбольный клуб из одноимённого города, выступавший в Серии С1, третьем по силе дивизионе чемпионата Италии. Основан в 2005 году. Домашние матчи проводил на арене «Стадио деи Марси», вмещающей 4 500 зрителей. «Пешина» никогда в своей истории не поднималась в Серию А и Серию Б, лучшим достижением клуба стал выход в Серию С1 по итогам сезона 2008/09. В 2010 году клуб был объявлен банкротом и поэтому прекратил своё существование.